# British Home Championship 1964/65
De British Home Championship van 1964/65 was de 70e editie van de British Home Championship. Het toernooi werd gehouden van 3 oktober 1964 tot en met 10 april 1965. Engeland werd kampioen.

## Eindstand
| Team          | Gsp | W | G | V | DV | DT | DS | Ptn |
| ------------- | --- | - | - | - | -- | -- | -- | --- |
| Engeland      | 3   | 2 | 1 | 0 | 8  | 6  | +2 | 5   |
| Wales         | 3   | 2 | 0 | 1 | 9  | 4  | +5 | 4   |
| Schotland     | 3   | 1 | 1 | 1 | 7  | 7  | 0  | 3   |
| Noord-Ierland | 3   | 0 | 0 | 3 | 5  | 12 | –7 | 0   |

## Wedstrijden
|                                                     |                                          |       |                                               |                                                                                 |
| 3 oktober 1964 «onderlinge duels» 15:00 uur (UTC+1) | Noord-Ierland                            | 3 – 4 | Engeland                                      | Windsor Park, Belfast Toeschouwers: 58.000 Scheidsrechter: Willie Brittle (SCO) |
| 3 oktober 1964 «onderlinge duels» 15:00 uur (UTC+1) | Sammy Wilson 52' Jim McLaughlin 55', 67' |       | 7' Fred Pickering 12', 16', 24' Jimmy Greaves | Windsor Park, Belfast Toeschouwers: 58.000 Scheidsrechter: Willie Brittle (SCO) |

|                                   |                                 |       |                                     |                                                                              |
| 3 oktober 1964 «onderlinge duels» | Wales                           | 3 – 2 | Schotland                           | Ninian Park, Cardiff Toeschouwers: 37.093 Scheidsrechter: Kevin Howley (ENG) |
| 3 oktober 1964 «onderlinge duels» | Wyn Davies 6' Ken Leek 87', 98' |       | 28' Stevie Chalmers 29' Dave Gibson | Ninian Park, Cardiff Toeschouwers: 37.093 Scheidsrechter: Kevin Howley (ENG) |

|                                                     |                        |       |                 |                                                                                    |
| 18 november 1964 «onderlinge duels» 19:30 uur (UTC) | Engeland               | 2 – 1 | Wales           | Wembley Stadium, Londen Toeschouwers: 40.000 Scheidsrechter: Thomas Mitchell (NIR) |
| 18 november 1964 «onderlinge duels» 19:30 uur (UTC) | Frank Wignall 17', 60' |       | 75' Cliff Jones | Wembley Stadium, Londen Toeschouwers: 40.000 Scheidsrechter: Thomas Mitchell (NIR) |

|                                                       |                                        |       |                                  |                                                                                 |
| 25 november 1964 «onderlinge duels» 19:30 uur (UTC+1) | Schotland                              | 3 – 2 | Noord-Ierland                    | Hampden Park, Glasgow Toeschouwers: 48.752 Scheidsrechter: Godfrey Powell (WAL) |
| 25 november 1964 «onderlinge duels» 19:30 uur (UTC+1) | Davie Wilson 10', 30' Alan Gilzean 16' |       | 9' George Best 18' Willie Irvine | Hampden Park, Glasgow Toeschouwers: 48.752 Scheidsrechter: Godfrey Powell (WAL) |

|                                                    |               |                                                                            |       |                                                                                  |
| 31 maart 1965 «onderlinge duels» 19:45 uur (UTC+1) | Noord-Ierland | 0 – 5                                                                      | Wales | Windsor Park, Belfast Toeschouwers: 15.000 Scheidsrechter: Kenneth Dagnall (ENG) |
| 31 maart 1965 «onderlinge duels» 19:45 uur (UTC+1) |               | 20' Cliff Jones 33', 48' Roy Vernon 60' Graham Williams 81' Ivor Allchurch |       | Windsor Park, Belfast Toeschouwers: 15.000 Scheidsrechter: Kenneth Dagnall (ENG) |

|                                                    |                                      |       |                               |                                                                                 |
| 10 april 1965 «onderlinge duels» 15:00 uur (UTC+1) | Engeland                             | 2 – 2 | Schotland                     | Wembley Stadium, Londen Toeschouwers: 98.199 Scheidsrechter: István Zsolt (HUN) |
| 10 april 1965 «onderlinge duels» 15:00 uur (UTC+1) | Bobby Charlton 24' Jimmy Greaves 34' |       | 40' Denis Law 59' Ian St John | Wembley Stadium, Londen Toeschouwers: 98.199 Scheidsrechter: István Zsolt (HUN) |